# Klara Johanson
Klara Elisabeth Johanson (Halmstad, 6 de octubre de 1875-8 de octubre de 1948) fue una crítica literaria y ensayista sueca. Escribió para revistas y periódicos antes de que ella y su pareja pasaran cinco años organizando la correspondencia de Fredrika Bremer. 

## Trayectoria
Klara Johanson nació en 1875 en Halmstad, hija de Anna Christina Johanson y de Alexander Johanson, sombrerero y peletero. Fue la primera mujer de Halmstad que se presentó a los exámenes finales de la escuela secundaria superior, aprobando en 1894.  Se licenció en Humanidades en la Universidad de Uppsala en 1897. A continuación se trasladó a Estocolmo y se convirtió en subeditora de Dagny, la revista de la organización de defensa de los derechos de la mujer Asociación Fredrika Bremer. En 1901 dejó Dagny para escribir en el Stockholms Dagblad, donde colaboraba como crítica literaria y con relatos humorísticos bajo el nombre de Huck Leber. Escribió para el periódico hasta 1912; durante este período, The History of Nordic Women's Literature afirma que Johanson "fue descrita como la crítica más elocuente de Suecia con la mayor sensibilidad estética".
En 1907, Johanson editó Den undre världen, un diario escrito por una prostituta que resultó controvertido.  Ella y su pareja Ellen Kleman  publicaron las cartas de Fredrika Bremer en cuatro volúmenes, titulados Fredrika Bremers brev, entre 1915 y 1920. En 1924, Johanson y Kleman conocieron a otra pareja, la escultora Sigrid Fridman y su compañera, Ragnhild Barkman. Las cuatro mujeres se hicieron amigas y a menudo pasaban los veranos juntas. Johanson más tarde escribiría un libro sobre su amiga, Fridman. También se atribuye a Johanson la promoción de la literatura estadounidense entre los lectores suecos; las notas del diario de Johanson publicadas en 1916 contienen la primera mención conocida de Emily Dickinson en la prensa sueca. Tradujo las obras de otros escritores, incluidos Fragments d'un journal intime de Henri-Frédéric Amiel y Geschlecht und Kultur de Rosa Mayreder.
Johanson publicó libros de ensayos, principalmente relacionados con la literatura: En recensents baktankar (1928), Det speglade livet (1926), Det rika stärbhuset (1946) y Sigrid Fridman – och andra konstnärer (1948). Tras su muerte en 1948,  Nils Afzeius publicó tres colecciones de escritos de Johanson: KJ själv (1952, recuerdos de infancia), Brev (1953, cartas) y Kritik (1957, crítica).